# Georgian Grande
Le Georgian Grande (anglais : Georgian Grande Horse) est une race de chevaux originaire de Géorgie, aux États-Unis, développée à partir de croisements entre le Saddlebred et le Frison, ainsi que diverses races de chevaux de trait. Le but de cet élevage est de créer un cheval de type Saddlebred, doté des qualités des races chevalines plus lourdes. L'un des objectifs du registre généalogique est de recréer un type historique de Saddlebred qui était commun avant le XXe siècle.

## Histoire

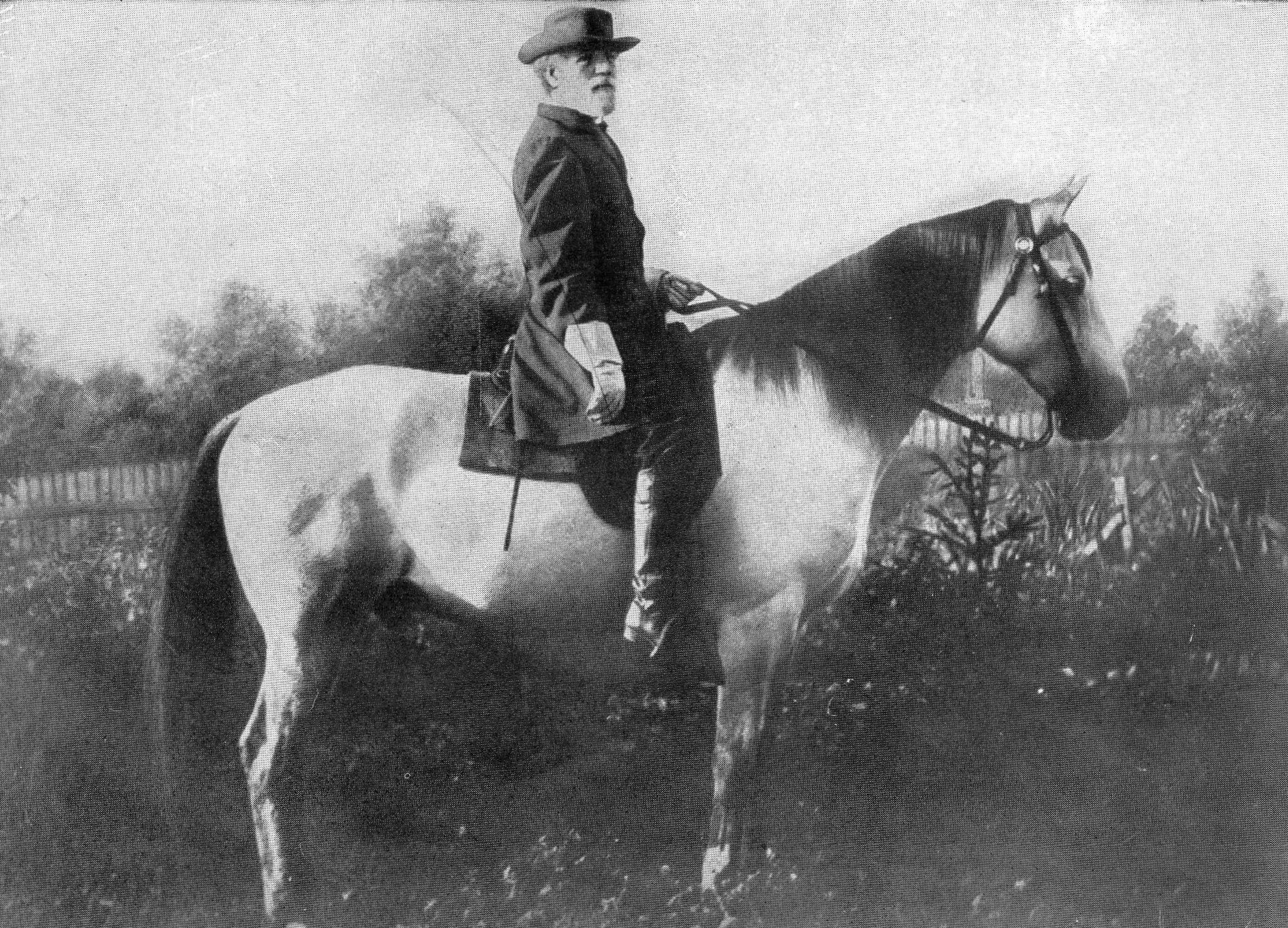
Traveller, propriété de Robert E. Lee, est un cheval du type que les éleveurs du Georgian Grande souhaitent recréer

Le Georgian Grande résulte d'une tentative pour créer une nouvelle race, plus lourde que le Saddlebred moderne. Elle est initiée dans les années 1970 par George Wagner Jr, de Piketon, dans l'Ohio. Son ambition est de recréer le type plus robuste du Saddlebred de l'ancien temps, tels que les animaux montés pour la cavalerie au cours de la Guerre de Sécession. Il estime que ce type est le Saddlebred originel. L'élevage de Wagner réussit à faire naître des chevaux du type désiré, puis la race est nommée d'après son prénom, George's great horse. L'association de race Internationale du Georgian Grande est créée en 1994, et plus tard acceptée en tant que membre de l’United States Dressage Federation All Breeds Council et de l’American Horse Council. 

## Description
Le but de l'élevage est de combiner le raffinement du Saddlebred et le tempérament des races plus lourdes, pour créer un cheval baroque adapté à de multiples pratiques équestre et à l'attelage. La hauteur du Georgian Grande varie de 1,47 m à 1,73 m au garrot selon CAB International, le poids de 450 à 640 kg. Toutes les couleurs de robe et d'yeux sont acceptées. L'apparence d'ensemble souhaitée est un grand cheval, de forte ossature et de belle apparence. Le caractère souhaité est attentif et intelligent, mais calme. Le cheval doit être facile à éduquer et très coopératif. Un Georgian Grande n'est pas considérée comme mature avant l'âge de six ans.
Le standard de la race la décrit comme ayant un front large et de grands yeux bien espacés. Le profil doit être rectiligne ou légèrement concave, avec un bout de nez délicat et des naseaux largement ouverts. L'encolure est longue, arquée et bien musclée, attachée à un garrot bien défini. Le dos est relativement court. Les épaules sont profondes et inclinées, pour permettre un bon mouvement. La croupe doit être légèrement inclinée. Les hanches doivent être larges et rondes. Les jambes doivent présenter une conformation permettant à l'animal de sauter. Les articulations doivent être de grande taille, et propre. Les jambes doivent être fortes, avec une bonne ossature ; la circonférence du canon d'un cheval mature, mesurée juste en dessous du genou, devrait être 9 pouces (22,86 cm) au minimum, une plus grande circonférence étant souhaitable. Les sabots doivent être proportionnels à la taille du cheval
Le trot devrait avoir un grand ascenseur et de l'impulsion, avec la bonne extension. Le cheval doit déplacer ses jarrets profond dans son corps. Le galop doit être équilibrée et ronde, et la marche devrait être très énergique. Les allures comptent pour 50 % de la notation dans les expositions. 

### Sélection
Pour être admissible à l'inscription à l'International Georgian Grande Horse Registry, le cheval doit être enregistré de parents Georgian Grande, ou être issu d'un mélange de lignées de Saddlebred et d'une des races suivantes : Frison, Clydesdale, Percheron, Shire, Trait irlandais ou Trait belge. Les Drum Horse et Gypsy Vanner sont acceptés s'ils sont enregistrés dans leur propre registre de race et ont un pedigree. Aucune race de chevaux qui ne soit pas de trait autre que le Saddlebred est acceptée. Un Georgian Grande doit avoir au moins 25 %, mais pas plus de 75 %, d'origines Saddlebred dans son pedigree.

## Utilisations
La race est destinée à des show de présentations montés, et à l'attelage. Bien qu'il ne s'agisse pas d'une race nationale reconnue par affiliation avec la Fédération américaine d'équitation (USEF), le Georgian Grande peut concourir dans tout événement ouvert à toutes les races USEF, et un croisé frison avec 50 % ou plus d'origine Frison peut concourir dans la catégorie Friesian part-bred.
Lors du toilettage d'un Georgian Grande, la crinière et la queue doivent normalement être maintenus à pleine longueur, bien que la crinière puisse être égalisée. La queue est gardée naturelle, et ne doit pas être repliée ou coupée. Les fanons sur les jambes sont acceptables, bien qu'ils puissent également être coupés.

## Diffusion de l'élevage
Le Georgian Grande est propre aux États-Unis.